# Phanerotoma variegata
Phanerotoma variegata är en stekelart som beskrevs av Szepligeti 1914. Phanerotoma variegata ingår i släktet Phanerotoma och familjen bracksteklar. Inga underarter finns listade i Catalogue of Life.